# Insectivorisme

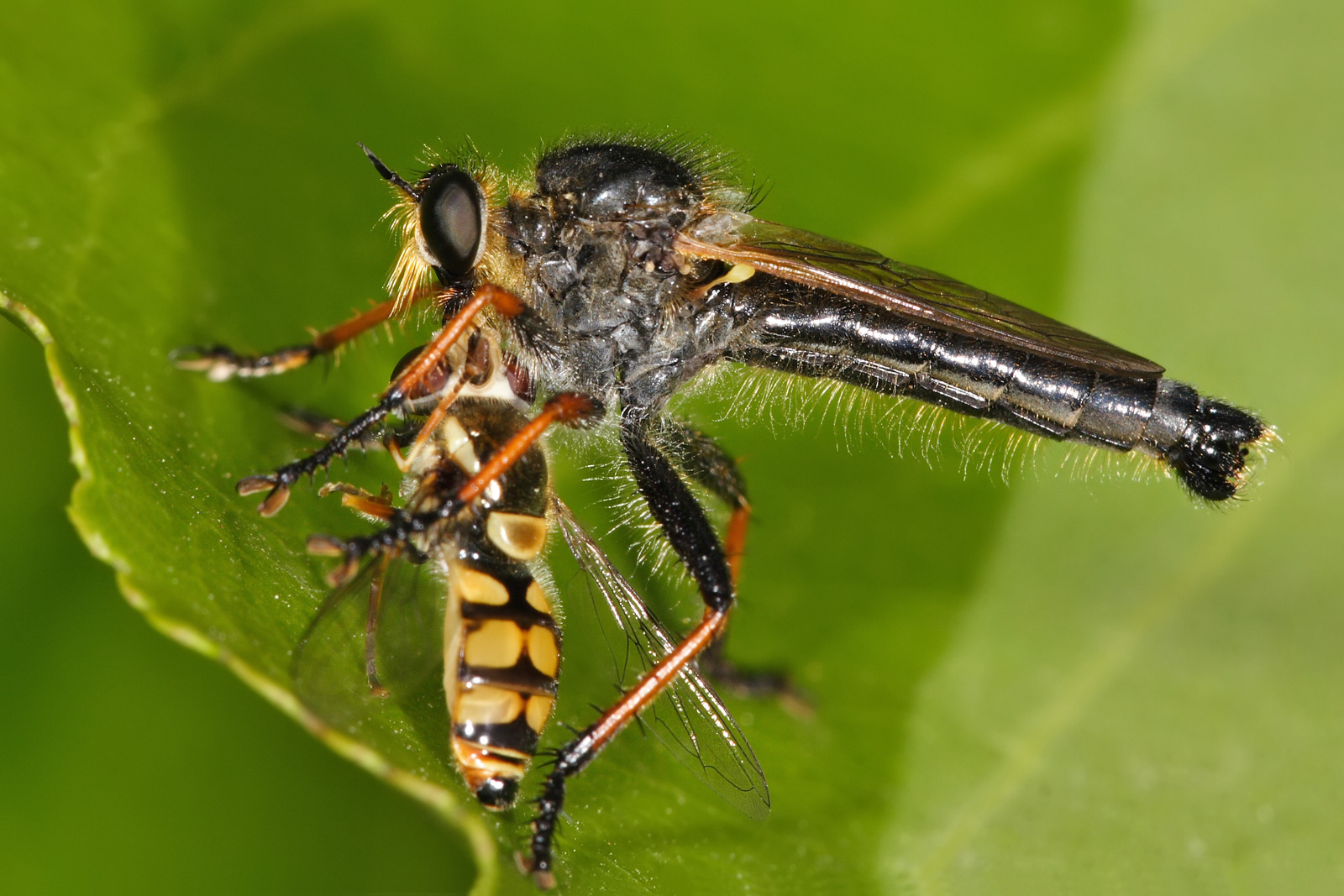
Un asílid es menja un sírfid.

L'insectivorisme és la pràctica que consisteix a alimentar-se d'insectes i petites criatures semblants.
Tot i que els insectes són petits, existeixen en quantitats ingents i representen una part molt gran de la biomassa animal en gairebé tots els ecosistemes no marins. A les pastures de Queensland (Austràlia), per exemple, és normal que el pes total de les larves d'escarabeids a sota la superfície sigui superior al del bestiar boví que pastura sobre la superfície.
Molts animals depenen dels insectes com a element principal de la dieta, i molts dels que no (i per tant no són tècnicament insectívors) utilitzen els insectes igualment com a suplement proteic, especialment en època de cria.
Alguns exemples d'insectívors són els rossinyols, els pròteles, els equidnes, les orenetes, els porcs formiguers, les carpes, les granotes, les sargantanes, els ratpenats i les aranyes. Els insectes també poden ser insectívors; en són exemples les libèl·lules, algunes vespes, les marietes i les mantis religioses.
També hi ha plantes carnívores, com ara la dionea, diversos tipus de nepentàcies i sarraceniàcies, les Pinguicula, Drosera, utriculàries, Aldrovanda vesiculosa i altres. Aquestes plantes solen créixer en sòls pobres en nitrogen, que obtenen atrapant insectes. Tècnicment, no són estrictament insectívores, car consumeixen qualsevol animal prou petit perquè el puguin atrapar; les més grans arriben a caçar rosegadors i sargantanes.
És possible que els amniotes primitius adquirissin la microbiota indispensable per a l'herbivorisme dels insectes dels quals es nodrien.